# 錢栻 (明朝)
參數所指定的目標頁面不存在，建議更正成存在頁面或直接建立下列一個頁面（建立前請先搜尋是否有合適的存在頁面可以取代）：
- 钱栻

錢栻（1608年—1640年），原名格，字抑之，後改字去非，浙江嘉興府嘉善縣人，明朝科舉人物。

## 生平
錢栻是萬曆四十四年狀元錢士升長子，中書舍人錢燾從兄，崇禎十年進士錢棅之兄，個性沉靜，年輕時跟隨吳志遠讀書，十八歲入縣學讀書，崇禎三年（1630年）黃道周任庚午科浙江鄉試正考官，閱讀其文章後認為他必定是老師宿儒，提拔為第八名舉人，謁見時發現他僅弱冠，大為讚賞。
錢栻為人厚重，寡言不交損友，中舉後日益謙虛，崇禎十三年（1640年）黃道周因進諫入獄，他照顧其衣食；之後黃道周到杭州大滌山講學，他病後初癒提起衣裳前往，因風寒病逝，年僅三十三歲，黃道周前來拜祭呼其名慟哭，說：「我的學說無法流傳了」。

## 引用
1. 1 2  嘉慶《嘉善縣志·卷十五·人物志三》：錢栻，姜埰撰墓誌（云）字去非，原名格，相國士升長子，生而端靜，少從吳武部志遠講求性命之旨。年十八餼于庠，崇禎庚午，漳浦黃道周典浙試得其牘，謂必老師宿儒置第八，及謁見年僅弱冠，黃益嘆賞。為人厚重寡言不妄交，與鄉舉後日益自謙下，庚辰黃公以言事下獄，孝廉侍橐饘無少惰，後黃公講學杭之大滌山，孝廉病初癒褰裳往，竟為風露侵而卒，年僅三十三，黃公臨之呼其名而慟之，曰：「吾道無傳矣。」
2. ↑  嘉慶《嘉善縣志·卷十一·選舉志上》：（崇禎）三年庚午（舉人）……錢格 士升子，字去非，後更名栻，有傳
3. ↑  錢海岳《南明史·卷八十七·列傳第六十三》：錢士升，字抑之，嘉善人。萬曆四十四年進士第一，授修撰。……子栻，字去非，崇禎三年舉於鄉，早卒；燾，字子壽，任中書舍人，國亡不仕；棅，自有傳。